# Louis Hofmann
Louis Hofmann (Bergisch Gladbach; 3 de junio de 1997) es un actor alemán de cine y televisión. 
Hofmann es reconocido internacionalmente por sus papeles protagónicos en la series de Netflix; Dark (2017-2020) por su papel de Jonas Kahnwald, y en La luz que no puedes ver (2023) en el papel de Werner Pfennig.

## Biografía
Hofmann nació en Bensberg, un distrito de Bergisch-Gladbach.
Su primera experiencia en los medios fue para Servicezeit, un programa de radio de la red WDR. Allí, hizo una audición como Ausflieger en la sección de actividades de ocio familiar. Después de dos años y medio en Servicezeit, decidió convertirse en actor y fue representado por Agentur Schwarz.
En 2009, Hofmann participó en el rodaje de la serie Danni Lowinski. Ese año también interpretó al hijo de Edgar Selge en Der verlorene Vater, y al hijo de Heino Ferch en Tod en Estambul.
En 2010 actuó en Wilsberg y Alarm für Cobra 11 - Die Autobahnpolizei. Luego, interpretó al personaje de Tom Sawyer en una película homónima. Junto con Leon Seidel, quien interpretó el papel de Huck Finn, cantó en la banda sonora de la película en la canción "Barfuß Gehen" ("Going Barefoot").
La filmación de Las aventuras de Huck Finn (en alemán: Die Abenteuer des Huck Finn) en el verano de 2011 supuso su tercera colaboración con la directora Hermine Huntgeburth. Dicha adaptación cinematográfica de la clásica novela de Mark Twain se estrenó el 20 de diciembre de 2012 en los cines alemanes. A partir del 24 de octubre de 2013, Hofmann apareció en la comedia The Nearly Perfect Man (en alemán: Der perfekte Mann).
En 2012 Hofmann hizo un papel protagonista en un episodio de la serie de televisión Stolberg.
Su papel como Wolfgang en Sanctuary (alemán: Freistatt), dirigido por Marc Brummund, le valió el Premio de Cine Bávaro de 2015 como Mejor Actor Revelación y el Premio del Actor alemán de 2016 (en alemán: Schauspielerpreis) en la categoría de recién llegado. Su primer papel internacional fue como prisionero de guerra alemán en la coproducción danesa-alemana Land of Mine (en danés: Under sandet), el cual le valió el premio al mejor actor de reparto en los premios Bodil de Dinamarca en 2016. En los Premios del Cine Alemán de 2016 recibió el premio especial Jaeger-LeCoultre como homenaje al cine alemán presentado para honrar el trabajo de los actores alemanes en películas internacionales.
En 2016 interpretó a Hofmann Phil en la película Centre of My World (en alemán: Die Mitte der Welt), una película de drama romántico dirigida por Jakob M. Erwa, basada en la exitosa novela de 1998 The Center of the World, de Andreas Steinhöfel. Fue presentado con un European Shooting Stars Award en la Berlinale de 2017 por la organización European Film Promotion.
En 2015, interpreta al soldado prisionero Sebastian Schumann en Ünder sandet (Bajo la arena), dirigida por Martin Zandvliet.
En 2016, Hofmann fue elegido para interpretar a Jonas Kahnwald en Dark, una serie de suspenso sobrenatural lanzada en Netflix el 1 de diciembre de 2017, que estrenó su segunda temporada el 21 de junio de 2019 y cuya tercera temporada final se estrenó el 27 de junio de 2020.

## Filmografía

### Cine
| Año  | Título                                  | Papel              | Notas |
| ---- | --------------------------------------- | ------------------ | ----- |
| 2011 | Tom Sawyer                              | Tom Sawyer         |       |
| 2012 | Die Abenteuer des Huck Finn             | Tom Sawyer         |       |
| 2013 | Der fast perfekte Mann                  | Aaron              |       |
| 2013 | Freistatt                               | Wolfgang           |       |
| 2015 | Land of mine                            | Sebastian Schumann |       |
| 2016 | Alone in Berlin                         | Hans Quangel       |       |
| 2016 | Die Mitte der Welt                      | Phil               |       |
| 2017 | Lommbock                                | Jonathan           |       |
| 2017 | Ende Neu                                | Enano              | Voz   |
| 2017 | Different Kinds of Rain                 | Oliver             |       |
| 2018 | The White Crow                          | Teja Kremke        |       |
| 2019 | Prélude                                 | David Berger       |       |
| 2019 | Deutschstunde                           | Klaas Jepsen       |       |
| 2019 | A Piece of Cake                         | Kipp               | Voz   |
| 2022 | El falsificador de pasaportes           | Cioma Schönhaus    |       |
| TBA  | Seneca – On The Creation Of Earthquakes | TBA                |       |

### Televisión
| Año       | Título                            | Papel             | Notas                                                                               |
| --------- | --------------------------------- | ----------------- | ----------------------------------------------------------------------------------- |
| 2010      | Der verlorene Vater               | David Salzbrenner | Película para televisión                                                            |
| 2010      | Tod in Istanbul                   | Sascha Kleinert   | Película para televisión                                                            |
| 2010      | Danni Lowinski                    | Fabian Lüdtke     | Episodio: "Hundeleben"                                                              |
| 2011      | Alerta Cobra                      | Alexander Behrens | Episodio: "Toter Bruder" (no acreditado)                                            |
| 2012      | Wilsberg                          | Max Rensing       | Episodio: "Aus Mangel an Beweisen"                                                  |
| 2013      | Stolberg                          | Dennis Kessler    | Episodio: "Der verlorene Sohn"                                                      |
| 2013      | Colonia Brigada Criminal          | Felix Voller      | Episodio: "Der stille Mord"                                                         |
| 2014      | Das Zeugenhaus                    | Werner Krollmann  | Película para televisión                                                            |
| 2016      | Das weiße Kaninchen               | Kevin             | Película para televisión                                                            |
| 2016      | Der kleine Rabe Socke - Die Serie | Raven             |                                                                                     |
| 2017      | You Are Wanted                    | Dalton            | Serie de Amazon Episodios: Ver lista"Burning Man" "Rollo" "Noob" "Trust" "Blackout" |
| 2017      | Shades of Guilt                   | Leonhard Tackler  | Episodio: "Das Cello"                                                               |
| 2017-2020 | Dark                              | Jonas Kahnwald    | Protagonista; Serie de Netflix                                                      |
| 2022      | Life After Life                   | Jürgen            | 2 episodios                                                                         |
| 2023      | La luz que no puedes ver          | Werner            | Protagonista; Serie de Netflix                                                      |
| TBA       | Masters of the Air                | Haussman          | 1 episodio                                                                          |

## Radio
| Año       | Título         |
| --------- | -------------- |
| 2006-2009 | Die Ausflieger |

## Premios y nominaciones
| Año  | Premiación                                  | Categoría                 | Trabajo nominado   | Resultado |
| ---- | ------------------------------------------- | ------------------------- | ------------------ | --------- |
| 2011 | Premio Guild Film de Leipzig                | Mejor película para niños | Tom Sawyer         | Ganador   |
| 2012 | Nominación al Premio de la Película Alemana | Mejor película para niños | Tom Sawyer         | Ganador   |
| 2012 | Premios Nuevos Rostros                      | Premio especial           | Tom Sawyer         | Ganador   |
| 2016 | Premio de los actores alemanes              | Premio de talento joven   | Freistatt          | Ganador   |
| 2016 | Premios Bodil                               | Mejor actor de reparto    | Land of Mine       | Ganador   |
| 2016 | Festival Internacional de Cine de Beijing   | Mejor actor               | Land of Mine       | Ganador   |
| 2016 | Deutscher Filmpreis                         | Mejor actor               | Land of Mine       | Ganador   |
| 2017 | Askania Award                               | Estrella emergente        | Center of My World | Ganador   |
| 2017 | Berlinale                                   | Estrella emergente        | N/A                | Ganador   |
| 2018 | Goldene Kamera                              | Junior Actor Prize        | Dark               | Ganador   |